# Сепахан
Футбольный клуб Фула́д Моба́раке Сепаха́н (перс. باشگاه فوتبال فولاد مبارکه سپاهان‎), известен как Сепаха́н — иранский футбольный клуб из Исфахана, основанный 5 октября 1953 года. Один из самых титулованных клубов Ирана. Участвует в высшей по уровню футбольной лиге Ирана — Про-лиге Персидского залива. Проводит свои домашние матчи на стадионе «Накш-э Джахан», который вмещает 75 тысяч зрителей. Является первым и пока единственным футбольным клубом Ирана, который участвовал в клубном чемпионате мира (в 2007 году).
«Сепахан» — один из ведущих иранских футбольных клубов, рекордсмен иранской Про-лиги по количеству чемпионских титулов с момента её основания в 2001 году (пять: в сезонах 2002/03, 2009/10, 2010/11, 2011/12 и 2014/15). В сезоне 2002/03 «Сепахан» стал первой командой не из Тегерана, выигравшей чемпионат Ирана. Кроме того, он является единственным футбольным клубом в Иране, три раза подряд становившимся чемпионом страны. В 2007 году «Сепахан» вышел в финал Лиги чемпионов АФК.
«Сепахан» также известен у себя в стране успешным и последовательным управлением клуба, своей юношеской академией. Клубу удалось в 2000-е годы прервать доминирование в Иране двух тегеранских команд «Персеполис» и «Эстегляль». Клуб принадлежит компании Mobarakeh Steel Company.

## История

### До Исламской революции
Исфаханский футбольный клуб «Шахин» был основан в 1953 году благодаря помощи игрока сборной Ирана по футболу Махмуда Харири. Клуб являлся одним из филиалов более популярного и успешного «Шахина» из Тегерана. В 1963 году «Шахин» в качестве представителя провинции Исфахан стал чемпионом Ирана после ничьи (1:1) с командой Tehran XI. В 1967 году столичный «Шахин» стал испытывать организационные трудности, в результате чего его исфаханский филиал был вынужден прекратить свою деятельность. Клуб сменил своё название на «Сепахан» и с 1974 по 1978 год выступал в Кубке Тахта Джамшида, тогдашней высшей лиге Ирана. В дебютном сезоне он занял 10-е место, на одно очко опередив своих земляков и принципиальных соперников, команду «Зоб Ахан».

### После Исламской революции
После Исламской революции в Иране «Сепахан» выступал в региональных исфаханских лигах вплоть до 1993 года, когда он был приобретён исфаханским заводом Siman-e-Sepahan (Сепаханский цемент). С 1993 года он вновь выступал в Азадеган-лиге, главной иранской футбольной лиге. В 2000 году новым собственником клуба стал Foolad Mobarekeh (сталелитейный завод в Исфахане).

### Успешные годы
По итогам сезона 2002/03 «Сепахан» под руководством тренера Фархада Каземи впервые стал чемпионом Ирана и квалифицировался в Лигу чемпионов АФК 2004. Он стал обладателем Кубка Ирана в 2004 году и квалифицировался в азиатскую Лигу чемпионов. В главном же континентальном турнире в 2004 и 2005 годах «Сепахану» не удавалось преодолеть групповой этап.
Во главе с хорватским тренером Лукой Боначичем «Сепахан» вновь выиграл национальный кубок 22 сентября 2006 года. Этот успех зарезервировал за командой вторую путёвку от Ирана в Лигу чемпионов АФК 2007. На этом турнире «Сепахан» выиграл свою группу, переиграл японский «Кавасаки Фронтале» по пенальти в четвертьфинале и эмиратскую «Аль-Вахду» в полуфинале и остановился в одном шаге от титула. Несмотря на то, что в финале иранцы уступили по сумме двух матчей японскому клубу «Урава Ред Даймондс», «Сепахан» стал первым иранским клубом, получившим право выступить на Клубном чемпионате мира по футболу.
В матче открытия Клубного чемпионата мира 2007 года «Сепахан» переиграл новозеландский «Уайтакере Юнайтед» со счётом 3:1, после чего в четвертьфинале встретился с «Уравой Ред Даймондс». К 71-й минуте иранцы проигрывали 0:3 и смогли лишь ответить голом престижа, отличился нападающий Махмуд Карими.
Защитив свой титул обладателя Кубка Ирана в 2007 году «Сепахан» квалифицировался в Лигу чемпионов АФК 2008, но не смог повторить или развить свой прошлый успех, остановившись на стадии группового этапа.
В сезоне 2007/08 «Сепахан» в последнем туре уступил чемпионство, проиграв «Персеполису» в гостях со счётом 1:2, который и стал чемпионом Ирана. При этом решающий мяч был забитым на шестой добавленной к матчу минуте защитником тегеранцев Шепехром Хейдари. По окончании чемпионата бразильца Жорвана Виейру на посту главного тренера «Сепахана» сменил немецкий специалист турецкого происхождения Энгин Фират. Сезон 2008/09 выдался неудачным, клуб по ходу него сменил трёх тренеров, ничего не выиграв в итоге.
В следующем чемпионате «Сепахан» под руководством бывшего главного тренера сборной Ирана и тегеранского «Эстегляля» Амира Галенои во второй раз в своей истории стал чемпионом Ирана, оформив свой титул за две недели до окончания турнира после ничьей (2:2) с «Абумослемом».
В сезоне 2010/11 «Сепахан» защитил свой чемпионский титул, вновь сделав это за две недели до окончания первенства. Кроме того, клуб сумел стать первым в «группе смерти» Лиги чемпионов АФК 2011 с саудовским «Аль-Хилялем», катарской «Аль-Гарафой» и эмиратской «Аль-Джазирой». Пройдя в 1/8 финала узбекский «Бунёдкор», иранцы в четвертьфинале оступались на катарском «Аль-Садде», будущем победителе турнира.

#### Эра Кранчара
В 2011 году новым главным тренером «Сепахана» стал хорватский специалист Златко Кранчар, под руководством которого исфаханский клуб в третий раз подряд стал чемпионом Ирана по итогам сезона 2011/12. Кроме того, «Сепахан» вышел в четвертьфинал Лиги чемпионов АФК 2012, переиграв в 1/8 финал тегеранский «Эстегляль», где уступил саудовскому «Аль-Ахли».
В следующем розыгрыше главного континентального турнира «Сепахан» несмотря на победы в последних двух турах не смог выйти из группы.
В чемпионате 2013/14 команда заняла четвёртое место и впервые за пять лет была вынуждена пропустить следующий розыгрыш Лиги чемпионов АФК. Также в его конце Златко Кранчар объявил о том, что не останется в клубе на следующий сезон. В Лиге чемпионов АФК 2014 «Сепахан» не смог преодолеть групповой этап, проиграв решающий гостевой матч против саудовского «Аль-Хиляля» с минимальным счётом.

#### Годы Фараки
«Сепахан» начал чемпионат 2014/15 с трёх побед, но затем в течение четырёх следующих туров не смог одержать ни одной победы. 8 сентября 2014 года Златко Кранчар покинул свой пост, его заменил бывший главный тренер «Фулада» Хоссейн Фараки.
15 мая 2015 года после победы исфаханцев над «Сайпой» и ничьи (3:3) команды «Трактор Сази» с «Нафт Тегераном», «Сепахан» по итогам последнего тура поднялся с третьего места на первое, опередив «Трактор Сази» и «Нафт Тегеран» на одно очко. Любопытно, что исфаханцев устраивала лишь ничья в поединке его соперников, каждый из которых соответственно не мог ей удовлетвориться.
12 ноября 2015 года Хоссейн Фараки оставил «Сепахан» по личным обстоятельствам.

### Последние годы
После ухода Хоссейна Фараки новым наставником «Сепахана» стал бывший главный тренер сборной Хорватии Игор Штимац. Свой первый матч под его руководством исфаханцы выиграли у «Нафт Тегерана», но затем не могли выиграть в течение десяти недель в чемпионате. В полуфинале Кубка Ирана «Сепахан» уступил по пенальти своим землякам и принципиальному сопернику, «Зоб Ахану». В Лиге чемпионов АФК 2016 команда, выиграв первый матч у эмиратского «Аль-Насра», проиграла оставшиеся пять поединков в группе. 20 апреля 2016 года Штимац после столь плачевных результатов покинул свой пост.
Перед стартом сезона 2016/17 «Сепахан» возглавил Абдулла Вейси, приведший «Эстеглаль Хузестан» к первому в его истории титула чемпиона Ирана в сезоне 2015/16.

## Резервная команда
Сепахан — один из Иранских клубов, у которых есть резервная команда, Сепахан Новин, который в сезоне 2021/22 годов участвует в Третьем дивизионе. Резервная команда вышла в Про-лигу из Лиги Азадеган, но не смогла участвовать в ней из-за правил ФИФА, по которым две команды одного клуба не могут участвовать в одной лиге.

## Соперники

### Исфаханское дерби
Дерби Нагш-э джахан — футбольные матчи, проводимые ежегодно в городе Исфахан между двумя соперничающими профессиональными командами города: Зоб Ахан и Сепахан.
Нагш-э джахан — важная площадь в старом центре Исфахана.
Иранский футбольный журналист Афшин Афшар утверждает, что это соревнование — одно из самых популярных ежегодных футбольных событий в Иране. Исфаханское дерби началось в 1970-е, когда Зоб Ахан и Сепахан встретились в матчах кубка Тахте Джамшид (сезоны 1974/75, 1975/76, 1976/77 и 1977/78). Их соперничество возобновилось в 1990-е, когда клубы встретились в
сезонах Лиги Азадеган (1993/94, 1996/97, 1997/98) и с тех пор они встречались дважды в год.

### Тегеранские клубы
Соперничество футбольного клуба «Сепахан» с двумя клубами из Тегерана: «Эстегляль» и «Персеполис» — два важных соперничества в иранском футболе.

### Тебризские клубы
Трактор стал заметным соперником в последние годы после упадка тегеранских команд и из-за того, что эти две команды соревнуются за титул чемпиона. У обеих команд мощная поддержка фанатов.

## Стадион
Домашней ареной «Сепахана» служит исфаханский многофункциональный стадион Накш-э-джахан. Стадион был открыт в 2003 году и имел около 45 000 мест для зрителей, трибуны располагаются на трёх уровнях. Первая очередь строительства завершилась в 2003 году, было принято решение закончить вторую очередь — строительство первого этажа. Она началась в 2007 и должна была закончиться в 2008. В результате вместимость стадиона составила 75 000.

## История выступлений
| Сезон   | Лига | Место   | Кубок Ирана | Азия | Азия           |
| ------- | ---- | ------- | ----------- | ---- | -------------- |
| 2001/02 | IPL  | 9-е     | 1/2 финала  | —    | —              |
| 2002/03 | IPL  | Чемпион | 1/2 финала  | —    | —              |
| 2003/04 | IPL  | 6-е     | Обладатель  | ЛЧ   | Групповой этап |
| 2004/05 | IPL  | 10-е    | 1/8 финала  | ЛЧ   | Групповой этап |
| 2005/06 | IPL  | 7-е     | Обладатель  | —    | —              |
| 2006/07 | PGC  | 5-е     | Обладатель  | ЛЧ   | Финал          |
| 2007/08 | PGC  | 2-е     | 1/4 финала  | ЛЧ   | Групповой этап |
| 2008/09 | PGC  | 4-е     | 1/8 финала  | ЛЧ   | Групповой этап |
| 2009/10 | PGC  | Чемпион | 1/8 финала  | ЛЧ   | Групповой этап |
| 2010/11 | PGC  | Чемпион | 1/4 финала  | ЛЧ   | 1/4 финала     |
| 2011/12 | PGC  | Чемпион | 1/16 финала | ЛЧ   | 1/4 финала     |
| 2012/13 | PGC  | 3-е     | Обладатель  | ЛЧ   | Групповой этап |
| 2013/14 | PGC  | 4-е     | 1/16 финала | ЛЧ   | Групповой этап |
| 2014/15 | PGPL | Чемпион | 1/16 финала | —    | —              |
| 2015/16 | PGPL | 11-е    | 1/2 финала  | ЛЧ   | Групповой этап |
| 2016/17 | PGPL | 5-е     | 1/2 финала  | —    | —              |
| 2017/18 | PGPL | 14-е    | 1/16 финала | —    | —              |
| 2018/19 | PGPL | 2-е     | 1/2 финала  | ЛЧ   | Групповой этап |
| 2019/20 | PGPL | 5-е     | 1/4 финала  | —    | —              |
| 2020/21 | PGPL | 2-е     | 1/4 финала  | ЛЧ   |                |
| 2021/22 | PGPL |         | 1/8 финала  |      |                |

## Достижения

### Национальные
- Чемпионат Ирана
  - Чемпион (5): 2002/03, 2009/10, 2010/11, 2011/12, 2014/15
  - 2-е место (3): 2007/08, 2018/19, 2020/21
  - 3-е место (3): 1996/97, 1998/99, 2012/13
- Кубок Ирана
  - Обладатель (4): 2003/04, 2005/06, 2006/07, 2012/13
- Второй дивизион
  - Победитель (1): 1973/74
  - 2-е место (1): 1992/93
- Исфаханская провинциальная лига
  - Победитель (3): 1982/83, 1988/89, 1990/91
  - 2-е место (2): 1981/82, 1989/90

### Международные
- Лига чемпионов АФК
  - Финалист (1): 2007

## Главные тренеры
В списке представлены главные тренеры «Сепахана» с 1953 года (даты основания клуба), по сегодняшний день.
| Тренер               | Гражданство            | Годы       |
| -------------------- | ---------------------- | ---------- |
| Махмуд Харири        | Флаг Ирана             | 1953—1960  |
| Техническая комиссия | Техническая комиссия   | 1960—1970  |
| Махмуд Явари         | Флаг Ирана (1964—1980) | 1970—1978  |
| Здравко Райков       | Югославия              | 1978       |
| Махмуд Явари         | Флаг Ирана             | 1978—1980  |
| Масуд Табеш          | Флаг Ирана             | 1980—1993  |
| Фируз Карими         | Флаг Ирана             | 1993—1994  |
| Нассер Хеджази       | Флаг Ирана             | 1994—1995  |
| Махмуд Явари         | Флаг Ирана             | 1995—1996  |
| Расул Корбеканди     | Флаг Ирана             | 1996—1998  |
| Мехди Монаджати      | Флаг Ирана             | 1998—1999  |
| Хамид Надиман        | Флаг Ирана             | 1999—2001  |
| Станко Поклепович    | Хорватия               | 2001—2002  |
| Фархад Каземи        | Флаг Ирана             | 2002—2005  |
| Станко Поклепович    | Хорватия               | 2005       |
| Эдсон Тавареш        | Бразилия               | 2005—2006  |
| Лука Боначич         | Хорватия               | 2006—2008  |
| Жорван Виейра        | Бразилия               | 2008       |
| Энгин Фират          | /                      | 2008       |
| Хоссейн Чаркхаби     | Флаг Ирана             | 2008       |
| Фархад Каземи        | Флаг Ирана             | 2008-2009  |
| Амир Галенои         | Флаг Ирана             | 2009-2011  |
| Лука Боначич         | Хорватия               | 2011       |
| Карим Ганбари*       | Флаг Ирана             | 2011       |
| Златко Кранчар       | Флаг Хорватии          | 2011—2014  |
| Хоссейн Фараки       | Флаг Ирана             | 2014—2015  |
| Игор Штимац          | Флаг Хорватии          | 2015—2016  |
| Гасем Загинеджад*    | Флаг Ирана             | 2016       |
| Абдулла Вейси        | Флаг Ирана             | 2016-н. в. |

- * = Исполняющий обязанности главного тренера

## Лучшие бомбардиры в чемпионате Ирана
- 2020/21 :  Саджад Шахбаззаде — 20 голов

## Лучшие бомбардиры клуба в сезонах
| Сезон   | Игрок                                              | в лиге | Игрок                                                       | в сезоне |
| ------- | -------------------------------------------------- | ------ | ----------------------------------------------------------- | -------- |
| 2001/02 | Эдмонд Безик                                       | 6      |                                                             |          |
| 2002/03 | Эдмонд Безик                                       | 13     |                                                             |          |
| 2003/04 | Расул Хатиби                                       | 8      | Расул Хатиби                                                | 14       |
| 2004/05 | Расул Хатиби                                       | 14     | Расул Хатиби                                                | 17       |
| 2005/06 | Расул Хатиби                                       | 10     | Расул Хатиби                                                | 11       |
| 2006/07 | Эмад Мохаммед                                      | 9      | Эмад Мохаммед                                               | 12       |
| 2007/08 | Махмуд Карими                                      | 9      | Махмуд Карими                                               | 13       |
| 2008/09 | Эмад Мохаммед                                      | 14     | Эмад Мохаммед                                               | 16       |
| 2009/10 | Эмад Мохаммед                                      | 19     | Ибраима Туре                                                | 20       |
| 2010/11 | Ибраима Туре                                       | 18     | Ибраима Туре                                                | 24       |
| 2011/12 | Эмад Мохаммед                                      | 9      | Бруно Корреа                                                | 12       |
| 2012/13 | Мохаммад-Реза Халатбари                            | 13     | Джевахир Сукай                                              | 16       |
| 2013/14 | Мехди Шарифи                                       | 8      | Мехди Шарифи                                                | 12       |
| 2014/15 | Мехди Шарифи                                       | 12     | Мехди Шарифи                                                | 12       |
| 2015/16 | Мохаммад-Реза Халатбари Лусиано Чимба Мехди Шарифи | 4      | Лусиано Чимба Мехди Шарифи                                  | 6        |
| 2016/17 | Мехрдад Мохаммади Масуд Хассанзаде                 | 7      | Мехрдад Мохаммади Масуд Хассанзаде Джалаледдин Алимохаммади | 7        |
| 2017/18 | Сасан Ансари                                       | 11     | Сасан Ансари                                                | 11       |
| 2018/19 | Кируш                                              | 16     | Кируш                                                       | 17       |
| 2019/20 | Мохаммад Мохеби Кируш                              | 6      | Мохаммад Мохеби                                             | 8        |
| 2020/21 | Саджад Шахбаззаде                                  | 20     | Саджад Шахбаззаде                                           | 21       |